# 에우아섬

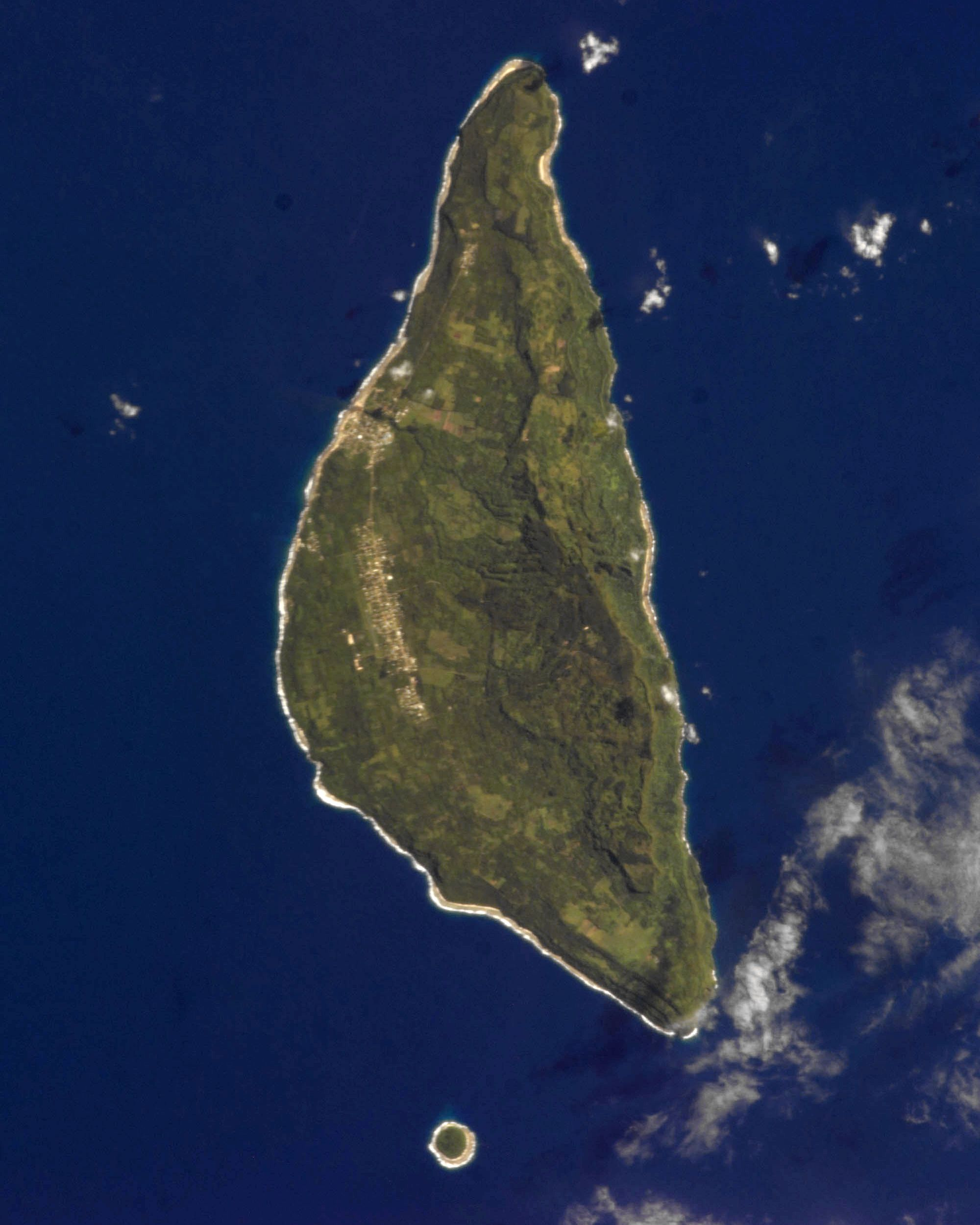

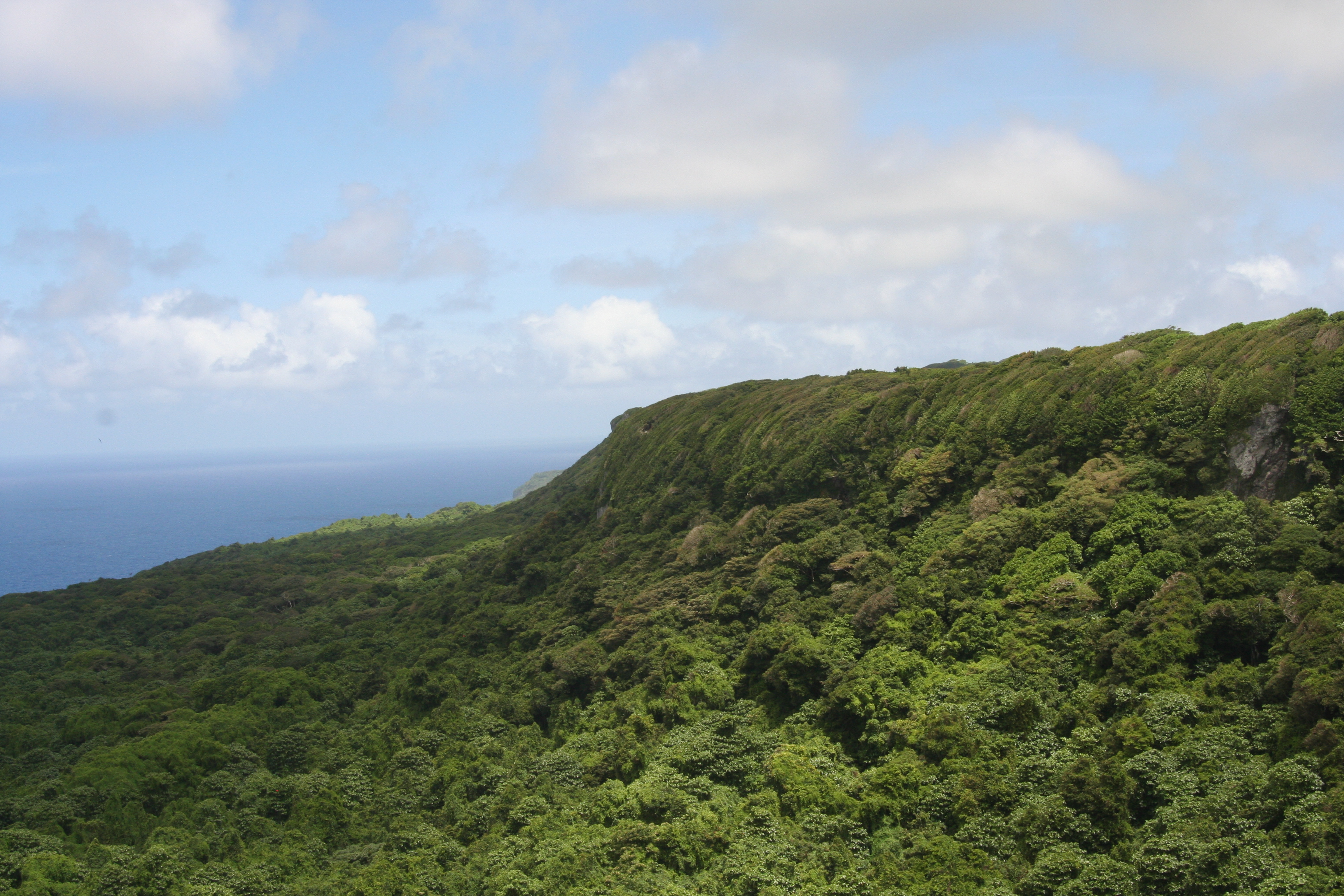
에우아 국립공원

에우아섬(ʻEua)은 통가의 섬으로 면적은 87.44km2, 인구는 5,165명(2006년 기준)이다. 통가타푸섬과 접하고 있지만 독립된 행정 구역으로 존재한다.